# 遥花〜はるか〜
「遥花〜はるか〜」は、melody.の11枚目のシングル。2008年2月13日発売。

## 概要
- 前作から約9ヶ月ぶりのリリースで、自身のシングルとしては初の日本語タイトルとなった。
- 本作は、TBS系ドラマ『だいすき!!』（主演:香里奈）の主題歌。自身の3度目のドラマタイアップ（ちなみに全てTBS系のドラマ）。
- オリコントップ10入りは、6thシングル『realize／Take a Chance』以来のことである。彼女のシングルの中では2番目に売り上げている。
- 発売から8ヶ月後の2008年10月、アーティスト活動から引退を発表した事を受け、本人名義でのシングルCDのリリースは、これが最後となった。
- 2020年現在、廃盤となっている。

## 解説
遥花〜はるか〜
- これまでのイメージを覆す、バンドサウンドのアレンジ。作詞・作曲にシンガーソングライターの白鳥マイカを迎えた。
- ドラマと主題歌両方に共通する、「無償の愛」をテーマに「遥か彼方まで咲き続ける花」をイメージした心温まるナンバー[2]。
- タイトルに「届きそうで届かない遥か彼方にある花」と「永遠に咲く花」という二つの意味を包含する。
- プロモーションビデオの撮影は、栃木県の那須高原で撮った。

プルメリア
- 「遥花〜はるか〜」と同様に、花がモチーフになった曲。
- 本人曰く「プルメリアに詞の主人公のイメージにピッタリ」。

That's The Way It Is
- 彼女が敬愛するセリーヌ・ディオンの同名曲をカヴァー。
- 当初2007年9月26日発売のトリビュートアルバム『TRIBUTE TO CELINE DION』に収録される予定の曲だったが、その後収録予定曲から外されている。

## 収録曲
1. 遥花〜はるか〜
  - 作詞・作曲：白鳥マイカ／編曲：弥吉淳二／ストリングス編曲：岡村美央
2. プルメリア
  - 作詞：渡辺なつみ／作曲：渡辺未来／編曲：新屋豊
3. That's The Way It Is
  - 作詞：Max Martin・Kristian Lundin／作曲：Andreas Carlsson／編曲：浜松佑一／ストリングス編曲：澤野弘之
4. 遥花〜はるか〜（Instrumental）

## タイアップ
遥花～はるか～
- TBS系ドラマ「だいすき!!」主題歌
- 「MUSIC B.B.」3月度エンディングテーマ
- 「JUICE TV」3月度エンディングテーマ
- テレビ神奈川「ハマランチョ」エンディングテーマ

プルメリア
- とちぎテレビ「イブニング6」3月度エンディングテーマ